# 16 de juliol
El 16 de juliol és el cent noranta-setè dia de l'any del calendari gregorià i el cent noranta-vuitè en els anys de traspàs. Queden 168 dies per finalitzar l'any.

## Esdeveniments
Països Catalans
- 1233, Borriana, Plana Baixa: Jaume el Conqueridor conquereix la vila. És el primer pas per conquerir València.
- 1713, Torredembarra, Principat de Catalunya: Combat de Torredembarra en el marc de la guerra dels catalans, en què el general català Rafael Nebot mirà de frenar l'avanç de les tropes borbòniques.
- 1845, Valls, Alt Camp: hi esdevé un avalot contra les quintes.[1]
- 1918, Valls: obre la primera biblioteca de la xarxa de biblioteques populars de la Mancomunitat de Catalunya.
- 1955, Barcelona: s'inauguren els II Jocs Mediterranis, que se celebrarien del 16 al 25 de juliol.[2]
- 1978: es crea el Partit dels Socialistes de Catalunya, per la unificació de tres partits: el Partit Socialista de Catalunya (Congrés), el Partit Socialista de Catalunya (Reagrupament) i la Federació Socialista de Catalunya (PSOE).[3]
- 2004, l'Alguer, Sardenya: la consellera d'educació de la Generalitat Marta Cid i el batlle de la ciutat Marco Tedde signen un conveni de col·laboració per promoure l'ús del català en l'àmbit educatiu creant la Costura, la primera escola d'immersió lingüística en català de l'Alguer.[4]

Resta del món
- 1769, Virregnat de Nova Espanya: Fra Juníper Serra funda la Missió de San Diego de Alcalá, la primera missió de Califòrnia. La missió serà l'embrió de la futura ciutat de San Diego.
- 1809, La Paz, Bolívia: la ciutat proclama la seva independència de l'Imperi Espanyol, forma la Junta Tuitiva, cosa que fa que esdevingui el primer govern independent de l'Imperi espanyol a Amèrica.
- 1835, Mendigorria, Comarca de Tafalla, Navarra: el pretendent carlí Carles Maria Isidre de Borbó fuig amb el seu exèrcit del poble en la batalla de Mendigorria en la Primera Guerra Carlina.
- 1945, Projecte Manhattan: comença l'era atòmica quan el govern dels Estats Units detonen amb èxit Trinity una arma nuclear basada en el plutoni prop d'Alamogordo, Nou Mèxic.
- 1965, S'inaugura el túnel de carretera sota el Mont Blanc, entre Itàlia i França.[5]
- 1969, Cap Canaveral, Florida, L'Apollo 11 s'enlaira amb els astronautes Neil Armstrong, Edwin "Buzz" Aldrin, i Michael Collins. La missió té per objectiu arribar a la lluna.
- 1981, Malàisia: Mahathir bin Mohamad va jurar com a quart primer ministre.
- 1994: el planeta Júpiter és colpejat per fragments del cometa Shoemaker-Levy 9.

- 1990, Kíev, Ucraïna: la Rada Suprema proclama la sobirania estatal d'Ucraïna, separació oficial de l'URSS.
- 2004, Kumbakonam, Tàmil Nadu, Índia: Incendi d'una escola amb el sostre de palla hi causa gairebé un centenar de morts.
- 2007, Prefectura de Niigata, Honshu, Japó: Terratrèmol del 2007 a Chuetsu-oki, terratrèmol de magnitud 6,8 en l'escala de Richter.

## Naixements
Països Catalans

- 1863 - Terrassa: Alfons Sala i Argemí, industrial, advocat i polític català.
- 1868 - Carme: Madame Renaud, modista de l'alta burgesia i noblesa de la Barcelona de finals del s. XIX (m. 1961).[6]
- 1877 - Roses: Pere Rahola i Molinas, polític i advocat català.
- 1903 - Banyoles: Cecília Marín Gratacós, metgessa banyolina (m.1959).[7]
- 1939 - Barcelona: Jordi Teixidor i Martínez, dramaturg català (m. 2011).[8]
- 1944
  - Barcelona: Carme Arnau i Faidella, historiadora i crítica de la literatura catalana.[9]
  - Alfarràs: Josep Maria Morell i Bitrià, xef i gastrònom català (m. 2022).
- 1948 - València: Rita Barberà, alcaldessa de València (m. 2016).
- 1954 - Girona, Carme Vidal i Xifré, pedagoga i política catalana (m. 1998).[10]
- 1972 - Sabadell: Carles Belda, acordionista català.
- 1979 - Barcelona: María Escoté, modista i dissenyadora de moda catalana.[11]

Resta del món
- 1486 - Gualfonda, prop de Florència: Andrea del Sarto, pintor italià del Renaixement (m. 1531).[12]
- 1661 -(Ville-Marie −antic nom de Mont-real—, Quebec: Pierre Le Moyne d'Iberville: explorador francès, fundador de la colònia de Louisiana (m. 1706).[13]
- 1725 - Neustadt bei Coburg, Alta Francònia: Georg Simon Löhlein, pianista, violinista, professor de música, director d'orquestra i compositor alemany.
- 1821 - Bow, Nou Hampshire (EUA): Mary Baker Eddy, escriptora i fundadora religiosa, notòria per les seves idees sobre l'espiritualitat i la salut, i el seu treball com a fundadora de la Ciència Cristiana (m. 1910).[14]
- 1858 - Lieja (Bèlgica): Eugène Ysaÿe, violinista, director d'orquestra i compositor belga (m. 1931).[15]
- 1862 - Holly Springs: Ida B. Wells, periodista i sufragista estatunidenca, líder del moviment afroamericà pels drets civils.[16]
- 1872 - Borge, Noruega: Roald Amundsen, primer explorador a arribar al Pol Sud.
- 1888 - Amsterdam, Països Baixos: Frits Zernike, físic neerlandès, Premi Nobel de Física de 1953 (m. 1966).
- 1896 - Oslo, Noruega: Trygve Halvdan Lie, diplomàtic noruec considerat el Primer Secretari General de l'ONU (m. 1968).[17]
- 1901 - Ivànovo (Rússia): Anna Barkova, poetessa soviètica, periodista, dramaturga, assagista (m. 1976).[18]
- 1904 - Zagarolo (Itàlia): Goffredo Petrassi, compositor de música italià (2003).[19]
- 1907 - Brooklyn, Nova York, Estats Units: Barbara Stanwyck, actriu estatunidenca.[20]
- 1911 - Independence, Missouri, Estats Units: Ginger Rogers, actriu i cantant estatunidenca (m. 1995).[21]
- 1921 - La Rochelle (França): Guy Laroche, dissenyador de moda francès (m. 1989).[22]
- 1925 - Buenos Aires, Argentina: Rosita Quintana, actriu, cantant i compositora argentina (m. 2021).[23]
- 1926 - Nova York (EUA): Irwin Rose, bioquímic nord-americà, Premi Nobel de Química de l'any 2004 (m. 2015).[24]
- 1928 - Londresː Anita Brookner, premiada novel·lista anglesa i historiadora de l'art (m. 2016).[25]
- 1937 - Aiello Calabro: Maria Voce, advocada italiana, líder del moviment dels Focolars.[26]
- 1947 - Denver, Colorado: Linda Hogan, poetessa, narradora, acadèmica, dramaturga, novel·lista i ambientalista ameríndia.[27]
- 1948 - Tel-Aviv, Israel: Pinchas Zukerman violinista israelià.
- 1952 - Alexandria, Virgínia, Estats Units: Stewart Copeland, músic estatunidenc, bateria del grup The Police.
- 1959 - Gijón: Ángeles Caso, escriptora, periodista i traductora espanyola.[28]
- 1964 - Villava, Navarra, Espanya: Miguel Induráin, ciclista espanyol.
- 1965 - Brno, República Txeca: Milan Ohnisko, poeta txec.
- 1974 -Bilbao: Espido Freire, escriptora i columnista espanyola.[29]

## Necrològiques
Països Catalans
- 1918 - Alcoi, l'Alcoià: Josep Jordà i Valor, músic i compositor valencià (n. 1839).
- 1884 - Vilafranca del Penedès: Manuel Milà i Fontanals, filòleg, erudit i escriptor català.
- 1968 - Josep Mompou i Dencausse, pintor català.
- 1986 - Sabadell: Maria Teresa Gavarró i Castelltort, professora i escriptora catalana, llicenciada en Història i Geografia.[30]
- 2017 - Barcelona: Francesc Martínez de Foix i Llorens fou president de la Federació Catalana d'Esports per a Persones amb Discapacitat Intel·lectual.
- 2021 - Barcelonaː Josep Maria Gay de Liébana, economista i assessor esportiu català (n. 1953).[31]
- 2024 - Marc Boada Ferrer, divulgador científic català (n. 1963).[32]

Resta del món
- 1216 - Perusa, Estats Pontificis: Innocenci III papa del 1198 al 1216 (n. 1160).[33]
- 1557 - Londres, Anna de Clèveris, reina d'Anglaterra, esposa d'Enric VIII (n. 1515).[34]
- 1893 - Caprino, Bèrgam: Antonio Ghislanzoni va ser un periodista, poeta i novel·lista italià.
- 1916 - París, França: Ilià Métxnikov, fou un microbiòleg.
- 1936 - Hollywood, Califòrnia, Estats Units: Alan Crosland, actor i director de cinema estatunidenc.
- 1940 - Londresː Ray Strachey, sufragista i assagista anglesa que lluità per la igualtat de drets de les dones (n. 1887).[35]
- 1985 - Colònia, Alemanya: Heinrich Böll, escriptor alemany, Premi Nobel de Literatura de l'any 1972 (n. 1917).[36]
- 1989 - Anif, prop de Salzburg, Àustria: Herbert von Karajan, director d'orquestra austríac (n. 1908).[37]
- 1994 - Los Angeles, Califòrnia (EUA): Julian Schwinger, físic estatunidenc, Premi Nobel de Física de l'any 1965 (n. 1918).[38]
- 1997 - 
  - South Beach, Miami, Florida, Estats Units: Gianni Versace, dissenyador italià.
  - París: Dora Maar, artista plàstica, pintora, fotògrafa i escultora francesa, que tingué relació amb Picasso (n. 1907).[39]
- 2003 - Fort Lee, Nova Jersey (EUA): Celia Cruz, cantant cubana de salsa (n.1925).[40]
- 2012 - Londres, Anglaterra: Jon Lord, compositor, pianista i organista anglès conegut per la seva tasca pionera en la fusió del rock amb la música clàssica o la barroca, en especial amb Deep Purple i Whitesnake (n. 1941).
- 2013: Torbjørn Falkanger, saltador noruec.
- 2014 - Zúric, Suïssa: Johnny Winter, guitarrista americà de blues i de rock (n. 1944).
- 2015 - Montevideo, Uruguai: Alcides Ghiggia, futbolista uruguaià campió del món el 1950 (n. 1926).
- 2017 - Toronto, Canadà: George Andrew Romero fou un director de cinema i guionista estatunidenc.
- 2023 - París: Jane Birkin, cantant, actriu i directora de cinema anglesa (n. 1946).

## Festes i commemoracions
- Mare de Déu del Carme: com que és la patrona dels mariners, es fan celebracions en la majoria dels pobles costaners

### Santoral[41]

#### Església Catòlica[42]
- Mare de Déu del Carme; a Coira: Mare de Déu d'Einsiedeln.
- Sants i beats al Martirologi romà (2004): sants Atenògenes de Sebaste, bisbe màrtir (304); Antíoc i Ciríac d'Anastasiòpolis, màrtirs (s. IV); Valentí de Trèveris, bisbe i màrtir (s. IV); Monolf i Gondolf de Maastricht, bisbes (s. VI o VII); Reinilda, Grimoald i Gondolf de Saintes, màrtirs (700); Vitalià d'Osimo, bisbe (s. VIII); Sisenand de Còrdova, màrtir (851); Marie-Madeleine Postel, fundadora de les Germanes de les Escoles Cristianes de la Misericòrdia (1846); Lang Yangzhi i Pau Lang Fu, màrtirs a la Xina (1900); Teresa Zhang Hezhi, màrtir.
  - Beats: Fulrad de Saint-Denis, abat (784); Ermengarda de Chiemsee, abadessa de Frauenwörth (866); Simão da Costa, jesuïta màrtir (1570); Bartolomeo Fernandes des Martires, dominic (1590); John Sugar i Robert Grissold, màrtirs (1604); Andre Soveral i Domingo Carvalho, màrtirs al Brasil (1645), Marie-Rose de Gordon, Madeleine-Françoise de Justamond, Marguerite-Thérèse Charansol, Marie-Anne Béguin-Royal, Marie-Anne Doux, Marie-Rose Laye, Dorothée del Cor de Maria, màrtirs a Orange (1794); Claude Beguignot, cartoixà màrtir (1794)
- Sants no inclosos al Martirologi: Justinià de Llemotges (s. III); Antoni de Carpentràs, bisbe; Heleri de Jersey, eremita màrtir (ca. 560); Sinach McDara (s. VI); Tenenà de Landerneau, eremita i bisbe de Léon (ca. 635); Generós de Saint-Jouin-de-Marnes (ca. 682), abat; Bertí de Saint-Omer, abat (709; veneració local a Tournai).
- Venerables: Elvira d'Öhren, abadessa (s. XII); Miló de Thérouanne, bisbe (1159).
- Venerats a l'Orde Cartoixà: tots els màrtirs de l'orde.

#### Església Copta
- 9 Abib: Claudià d'Alexandria, patriarca (166); Simó de Jerusalem, germà del Senyor, bisbe.

#### Església Ortodoxa (segons el calendari gregorià)
Corresponen als sants del 3 de juliol del calendari julià.
- Sants: Jacint de Cesarea, màrtir (108); Diomedes, Eulampi, Asclepiodot i Golinduc de Cesarea, màrtirs (108?); Claudià d'Alexandria, patriarca (167); Anatoli de Laodicea, bisbe (280); Eusebi de Laodicea, bisbe; Isaies l'Eremita (370); Muci i Marc, màrtirs (s. IV); Alexandre Akoimetes, monjo (403); Anatoli de Constantinoble, patriarca (458); Simeó el Tercer Estilita de Cilícia (s. VI); Anatoli de Kíev (s. XII); Basili de Iaroslava (1249) i Constantí de Iaroslav (1257), prínceps; Basili de Rjasan, bisbe (1295); Basili de Novgorod, bisbe (1352); Joan i Longí de Iarensk, taumaturgs (1544-1545); Felip de Moscou, metropolità (1569); Joan de Moscou, foll per Crist (1589); Miquel i Tomàs de Solvitxegodsk, i Herodió i Basili, folls per Crist (s. XVII); Nicodem de Kazhe-ezersk, abat (1640); Geràssim el Jove de Karpenision, monjo màrtir (1812); Eufrosina la Desconeguda (1855).

#### Església Armènia
- 10 Hrotits: sants Patermuci, Copri i Alexandre d'Hermòpolis Magna (362), eremites màrtirs.

#### Església Ortodoxa de Geòrgia
- Sant Jordi Teòfor o Daqudebuli (el Reclòs) (1068).

#### Església Ortodoxa Grega
- Sants Teòdot i Teòdota de Cesarea, màrtirs.

#### Esglésies protestants
- Rut, personatge bíblic (Lutheran Church- Missouri Synod)
- Anne Askew, màrtir (1546) (Església Evangèlica Alemanya)

#### Anglicanisme
- Sant Osmund d'Exeter, bisbe (1099)